# Armel Bella-Kotchap
Armel Bella-Kotchap (ur. 11 grudnia 2001 w Paryżu) – niemiecki piłkarz kameruńskiego pochodzenia, występujący na pozycji środkowego obrońcy w angielskim klubie Southampton oraz w reprezentacji Niemiec.

## Kariera klubowa

### VfL Bochum
W 2017 roku dołączył do akademii VfL Bochum. W lipcu 2018 rozpoczął treningi z pierwszą drużyną. W marcu 2019 podpisał profesjonalny kontrakt z klubem. Zadebiutował 28 kwietnia 2019 w meczu 2. Bundesligi przeciwko FC Erzgebirge Aue (3:2). Pierwszą bramkę zdobył 14 lutego 2021 w meczu ligowym przeciwko Eintrachtowi Brunszwik (2:0). W sezonie 2020/21 jego zespół zajął pierwsze miejsce w tabeli i awansował do najwyższej ligi.

## Kariera reprezentacyjna

### Niemcy U-18
W 2018 roku otrzymał powołanie do reprezentacji Niemiec U-18. Zadebiutował 15 listopada 2018 w meczu towarzyskim przeciwko reprezentacji Cypru U-21 (0:1).

### Niemcy U-20
W 2020 roku otrzymał powołanie do reprezentacji Niemiec U-20. Zadebiutował 7 października 2020 w meczu towarzyskim przeciwko reprezentacji Szwajcarii U-20 (3:1).

## Statystyki

### Klubowe
(aktualne na dzień 26 czerwca 2021)
| Klub               | Sezon              | Liga               | Liga  | Liga   | Puchar kraju | Puchar kraju | Suma  | Suma   |
| Klub               | Sezon              | Liga               | Mecze | Bramki | Mecze        | Bramki       | Mecze | Bramki |
| ------------------ | ------------------ | ------------------ | ----- | ------ | ------------ | ------------ | ----- | ------ |
| VfL Bochum         | 2018/19            | 2. Bundesliga      | 4     | 0      | 0            | 0            | 4     | 0      |
| VfL Bochum         | 2019/20            | 2. Bundesliga      | 12    | 0      | 2            | 0            | 14    | 0      |
| VfL Bochum         | 2020/21            | 2. Bundesliga      | 28    | 1      | 2            | 0            | 30    | 1      |
| VfL Bochum         | Ogólnie            | Ogólnie            | 44    | 1      | 4            | 0            | 48    | 1      |
| Ogólnie w karierze | Ogólnie w karierze | Ogólnie w karierze | 44    | 1      | 4            | 0            | 48    | 1      |

### Reprezentacyjne
(aktualne na dzień 26 czerwca 2021)
| Reprezentacja | Rok     | Mecze | Bramki |
| ------------- | ------- | ----- | ------ |
| Niemcy U-18   |         |       |        |
| 2018          | 3       | 0     |        |
| 2019          | 2       | 0     |        |
| Ogólnie       | Ogólnie | 5     | 0      |
| Niemcy U-20   |         |       |        |
| 2020          | 1       | 0     |        |
| Ogólnie       | Ogólnie | 1     | 0      |

| Mecze i gole w reprezentacji | Mecze i gole w reprezentacji | Mecze i gole w reprezentacji | Mecze i gole w reprezentacji | Mecze i gole w reprezentacji | Mecze i gole w reprezentacji | Mecze i gole w reprezentacji | Mecze i gole w reprezentacji |
| Niemcy U-18                  | Niemcy U-18                  | Niemcy U-18                  | Niemcy U-18                  | Niemcy U-18                  | Niemcy U-18                  | Niemcy U-18                  | Niemcy U-18                  |
| Lp.                          | Data                         | Miejsce                      | Gospodarz                    | Gość                         | Wynik                        | Gol                          | Rozgrywki                    |
| ---------------------------- | ---------------------------- | ---------------------------- | ---------------------------- | ---------------------------- | ---------------------------- | ---------------------------- | ---------------------------- |
| 1.                           | 15.11.2018                   | Pafos                        | Cypr U-21                    | Niemcy U-18                  | 0:1                          |                              | Mecz towarzyski              |
| 2.                           | 11.12.2018                   | Szefajim                     | Serbia U-18                  | Niemcy U-18                  | 1:1                          |                              | Mecz towarzyski              |
| 3.                           | 13.12.2018                   | Ramat Gan                    | Izrael U-18                  | Niemcy U-18                  | 0:2                          |                              | Mecz towarzyski              |
| 4.                           | 20.03.2019                   |                              | Francja U-18                 | Niemcy U-18                  | 1:0                          |                              | Mecz towarzyski              |
| 5.                           | 23.03.2019                   |                              | Francja U-18                 | Niemcy U-18                  | 2:1                          |                              | Mecz towarzyski              |
| Niemcy U-20                  |                              |                              |                              |                              |                              |                              |                              |
| Lp.                          | Data                         | Miejsce                      | Gospodarz                    | Gość                         | Wynik                        | Gol                          | Rozgrywki                    |
| 1.                           | 07.10.2020                   | Lörrach                      | Niemcy U-20                  | Szwajcaria U-20              | 3:1                          |                              | Mecz towarzyski              |

## Sukcesy

### VfL Bochum
- Mistrzostwo 2. Bundesligi (1×): 2020/2021

## Życie prywatne
Bella-Kotchap urodził się w Paryżu, we Francji. Posiada obywatelstwo niemieckie, a jego ojciec pochodzi z Kamerunu.